# 트란스니스트리아 공화국훈장

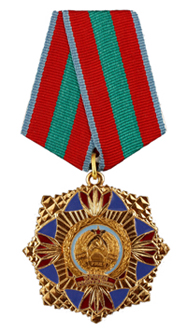
트란스니스트리아 공화국훈장

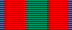
약장(略章)

트란스니스트리아 공화국훈장(~共和國勳章, 러시아어: Орден Республики (ПМР))은 국제적으로는 몰도바의 일부로 인정되는 미승인 국가인 트란스니스트리아의 최고 훈장(勳章)이다. 1994년 12월 15일 제정되었다. 단체 및 외국인에게도 수여될 수 있다. 좌측 가슴에 패용하며, 트란스니스트리아 공화국에서 수여된 다른 훈장 위에 패용한다.

## 수훈자

### 개인
- 모스크바 총대주교 알렉세이 2세 - 1999년
- 이고르 스미르노프 - 前 트란스니스트리아의 대통령, 2000년
- 에두아르트 코코이티 - 前 남오세티야 대통령, 2006년
- 예브게니 프리마코프 - 前 러시아 연방 총리, 2009년
- 마리야 블라디미로브나 여대공 - 로마노프 왕가 現당주, 2009년[1]

### 단체
- 티라스폴市
- 벤데르市
- 두버사리 군(郡)